# Krasnoznamienskij (obwód saratowski)
Krasnoznamienskij (ros. Краснознаменский) – osiedle w Rosji, w obwodzie saratowskim, w rejonie samojłowskim. W 2010 liczyło 689 mieszkańców.